# Jean-Baptiste Dureau de La Malle
Jean-Baptiste-Joseph-René Dureau de La Malle (auch Jean-Baptiste Dureau de Lamalle; * 27. November 1742 in Ouanaminthe, Département Nord-Est; † 19. September 1807 in Paris) war ein französischer Literat, Übersetzer und Mitglied der Académie française.

## Leben
Dureau de La Malle war der ältere Sohn des Kavallerieoffiziers Laurent Dureau de la Malle (1694–1745) und dessen Ehefrau Elisabeth de Sauvage (1715–1743). Er wuchs in Saint-Domingue (heute Haiti) auf und erfuhr in der Garnisonsstadt seine erste Schulbildung.
Um 1760 kam er nach Paris, um an der Sorbonne zu studieren. Durch seine Familie finanziell unabhängig, ergriff er nach Abschluss seines Studiums keinen Beruf, sondern widmete sich seinen literarischen Vorlieben und etablierte bald in seiner Wohnung einen regelmäßigen literarischen Salon.
Politisch war Dureau de la Malle ein Anhänger Napoleon Bonapartes. Er gehörte dem Rat der Fünfhundert an und wurde 1802 als Abgeordneter in das Corps législatif (Gesetzgebende Körperschaft) gewählt (→Tribunat). 1804 nahm ihn die Académie française als Nachfolger des verstorbenen Kardinal Jean-de-Dieu-Raymond de Boisgelin de Cucé in ihre Reihen auf (Fauteuil 13).
Dureau de la Malle heiratete Elisabeth-Renée Maignon und hatte mit ihr zwei Söhne: Achille und Adolphe (1777–1857). Letzterer reüssierte später u. a. erfolgreich als Geograph. Bald nach der Eheschließung erwarb Dureau de la Malle in Mauves-sur-Huisne (Département Orne) den Gutshof „Domaine de Landres“ und fungierte in Mauves für einige Zeit auch als Bürgermeister.
Dureau de la Malle starb 1807 in Paris und fand seine letzte Ruhestätte auf dem Friedhof Père-Lachaise (Division 11). Nach der Restauration veranlasste die Familie seine Umbettung in das Familiengrab auf dem Friedhof von Mauves-sur-Huisne.
Dureau machte sich einen Namen als Übersetzer von Seneca (De Beneficiis „Über Wohltaten“), Sallust, Titus Livius und vor allem von Tacitus. Daneben äußerte er sich auch theoretisch zu den Problemen der Übersetzung.

## Werke (als Übersetzer)
- Traité des Bienfaits de Sénèque, précédé d’un Discours sur la traduction. Pissot, Paris 1776.
- Tacite, nouvelle traduction. 3 Bde. Paris 1790. 5 Bde. Paris 1808 (mehrere Auflagen bis 1888).
- Oeuvres de Salluste. Paris 1808, 1811.
- (mit anderen) Histoire romaine de Tite-Live. 15 Bde. Paris 1810–1812.